# 蕭翼 (正統進士)
蕭翼（1405年—？），字體全，江西吉安府永新縣人，軍籍。明朝政治人物。進士出身。

## 生平
江西鄉試第二十三名。正統四年（1439年）己未科會試第十八名，殿試登進士第三甲第三十一名。

## 家族
曾祖父蕭雲可。祖父蕭紹宗。父亲蕭可道。